# Привольный (Брюховецкий район)
Привольный — хутор в Брюховецком районе Краснодарского края.
Входит в состав Брюховецкого сельского поселения.
На хуторе родился Герой Социалистического Труда Анатолий Кузовлев.

## Население
| 2002 | 2010 |
| ---- | ---- |
| 141  | ↘119 |